# Новые Дарковичи
Новые Да́рковичи — посёлок в Брянском районе Брянской области, административный центр Новодарковичского сельского поселения. Расположен на автодороге Р68 Брянск—Киров, в 2 км к северу от городской черты г. Брянска, в 5 км от микрорайона Шибенец. Население — 1927 человека (2023).
Основан в 1962 году как центральная усадьба совхоза «Брянский». Современное название город получил в 1968. До 1982 года входил в Толвинский сельсовет. В разговорной речи широко используется неофициальное название посёлка — «Черёмушки».
Имеется отделение связи, сельская библиотека. Среди прочего опытное хозяйство «Бежицкое»; Брянский филиал Всероссийского НИИ картофельного хозяйства.
| Годы      | 1979 | 1989 | 2002 | 2010 | 2012 | 2023 |
| --------- | ---- | ---- | ---- | ---- | ---- | ---- |
| Население | 815  | 1366 | 1479 | 1792 | 1893 | 1927 |